# Ephesia fumigera
Ephesia fumigera là một loài bướm đêm trong họ Noctuidae.